# 山口鉄道部
山口鉄道部（やまぐちてつどうぶ）とは、かつて山口県山口市の山口駅構内にあった西日本旅客鉄道（JR西日本）の鉄道部の一つである。
本項目では、山口鉄道部車両管理室の前身である小郡運転区（おごおりうんてんく）についても記述する。

## 山口鉄道部

### 概要
広島支社が管轄している。車両基地（山口鉄道部車両管理室）を有するとともに、「SLやまぐち号」の運転も担当しており、蒸気機関車 (SL) の運転士養成も行っていた。
2009年（平成21年）6月の鉄道部再編に伴い、山口地域鉄道部ならびに下関総合車両所新山口支所に再編された。

#### 車両管理室
山口鉄道部管下の車両基地で、新山口駅構内に施設がある。かつては、小郡運転区と称したが、1995年（平成7年）10月1日に山口鉄道部の下部組織となった。現在では下関総合車両所の出先機関である、下関総合車両所新山口支所となっている。

### 管轄路線
※管轄境界駅については、山口鉄道部が管理を担当している駅を記載している。
- 山口線 - 全線（新山口駅は広島支社下関地域鉄道部、益田駅は米子支社浜田鉄道部の管轄）

### 乗務員乗務範囲
運転士乗務範囲
- 山口線 - 全線

なお山口線で1往復運転されている貨物列車は、山口線内に関しては列車の運行主体であるJR貨物の運転士ではなく山口鉄道部の運転士が乗務している。
車掌乗務範囲
- 山口線 - 新山口 - 宮野間
- SLやまぐち号 - 新山口 - 津和野間

### 所属車両の車体に記されていた略号
広島支社の略号である「広」と、山口の電報略号である「クチ」から構成された「広クチ」であった。

### 沿革
- 1990年（平成2年）6月1日 - 鉄道部制度に伴い、第1次鉄道部として発足[1]。小郡車掌区が統合される[2]。
- 1995年（平成7年）10月1日 - 小郡運転区が統合され、山口鉄道部車両管理室になる[3]。
- 2009年（平成21年）6月1日 - 鉄道部制度見直しに伴い、運行管理部門については下関地域鉄道部の一部エリアと宇部新川鉄道部と統合の上、山口地域鉄道部に改組。車両管理室については下関地域鉄道部は下関総合車両所の運用検修センター新山口支所になる。

## 小郡運転区
小郡運転区は、かつて三田尻機関庫・小郡機関庫・小郡機関区であり、三田尻機関庫・小郡機関区は山陽本線の管轄として設置されており、SL時代は山口線を管轄する山口線管理所が津和野駅構内の小郡機関区津和野支区（旧・三田尻機関庫津和野分庫）に設置されていた。

### 所属車両の車体に記されていた略号
広島支社の略号である「広」と、小郡の電報略号である「コリ」から構成された「広コリ」であった。

### 所属車両
- 気動車
  - キハ58系・キハ28系（ふれあいパルを含む）
  - キハ30形
  - キハ45形・キハ23形
  - キハ40形・キハ47形
  - キヤ191系
- 客車
  - 12系
  - 50系（救援用）
  - 60系

### 沿革
- 1898年（明治31年）3月17日 - 山陽鉄道徳山 - 三田尻（現・防府）間の開通と同時に、三田尻駅構内に三田尻機関庫が設置される。
- 1913年（大正2年）-三田尻機関庫小郡分庫発足。
- 1922年（大正11年）-三田尻機関庫津和野分庫（のちの山口線管理所）発足。
- 1928年（昭和3年） 4月1日 - 三田尻機関庫が小郡駅（現・新山口駅）に移転し小郡機関庫に改称。
- 1936年（昭和11年）9月1日 - 小郡機関庫を小郡機関区に改称。
- 1973年（昭和48年）9月30日 - 山口線の定期列車、防府駅・小郡駅構内入換無煙化によりSL廃止。
- 1974年（昭和49年）1月16日 - 山口線管理所が廃止され、小郡機関区津和野支区が発足[4]。
- 1979年（昭和54年）8月1日 - 山口線にSL運転が復活し、SLを再配備。
- 1987年（昭和62年）4月1日 - 国鉄分割民営化によりJR西日本に継承。小郡機関区から小郡運転区になる。
- 1995年（平成7年）10月1日 - 山口鉄道部と統合して山口鉄道部車両管理室になり、廃止される[3]。